# Pycnocentria sylvestris
Pycnocentria sylvestris är en nattsländeart som först beskrevs av Mcfarlane 1973.  Pycnocentria sylvestris ingår i släktet Pycnocentria och familjen Conoesucidae. Inga underarter finns listade i Catalogue of Life.